# 穆里耶斯
穆里耶斯（法語：Mouriès，法語發音：[muʁjɛs]）是法国罗讷河口省的一个市镇，属于阿尔勒区。

## 地理
穆里耶斯（43°41'21"N, 4°52'16"E）面积38.35 平方千米，位于法国普罗旺斯-阿尔卑斯-蓝色海岸大区罗讷河口省，该省份为法国东南部沿海省份，北起沃克吕兹省，西接加尔省，南濒地中海，东临瓦尔省。
与穆里耶斯接壤的市镇（或旧市镇、城区）包括：欧雷耶、莫萨讷莱萨尔皮耶、圣马丹德克罗、普罗旺斯地区圣雷米、埃加利耶尔。

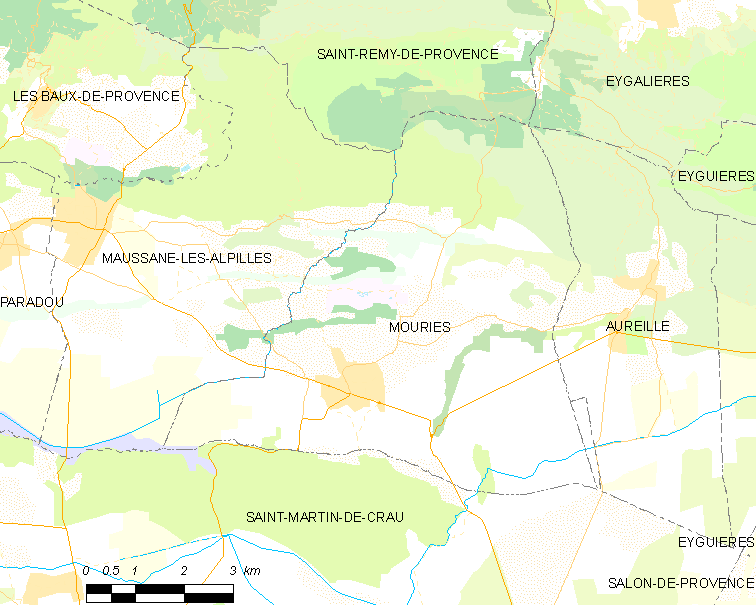
穆里耶斯的OSM定位图

穆里耶斯的时区为UTC+01:00、UTC+02:00（夏令时）。

## 行政
穆里耶斯的邮政编码为13890，INSEE市镇编码为13065。

## 政治
穆里耶斯所属的省级选区为普罗旺斯地区萨隆第一县。

## 人口

1962-2008年间穆里耶斯人口变化图示

穆里耶斯于2022年1月1日时的人口数量为3471人。